# 3Vボマー
3Vボマー（またはV爆撃機、英語: V bomber/3V bomber）は1950年代から1960年代にかけてイギリス空軍の戦略核爆撃機部隊で使用された3種のジェット戦略爆撃機、ヴィッカース社製ヴァリアント（Valiant）・A・V・ロー社製ヴァルカン（Vulcan）・ハンドレイ・ページ社製ヴィクター（Victor）のことである。すべて名前が「V」で始まることからこの名がある。
「3Vボマー」のように、いくつかの航空機のグループがその制式名や技術的な特徴、その時代の雰囲気などから、親しまれるあだ名を付けられることがある。例としてはアメリカ戦闘機の「センチュリーシリーズ」や「ティーンシリーズ」などが上げられる。

## 経緯

### 開発
イギリス空軍爆撃機軍団はレシプロ4発の重爆撃機の大編隊による空襲という戦術を第二次世界大戦を通して用いたが、大戦終結直後もこの方針を維持していた。そしてA・V・ロー社(通称アヴロ社、以下アヴロ社)の製造した第二次世界大戦の主力機ランカスターの発展型であるリンカーンをその標準爆撃機として採用した。
ジェット機の発展と核兵器の登場によってこの方針はすぐに時代遅れとなった。次世代の爆撃機は、目標に核攻撃を加えるために、高高度を防御武装なしで高速度で飛ぶことができるジェット爆撃機になると考えられた。その当時でも、その種の航空機は結局は誘導ミサイルに勝てないと予測する人々がいた。しかし、そのようなミサイルの開発は困難であることも分かっており、高空高速爆撃機は、より有力な何かが求められるようになるまでの相当期間、運用できそうであった。
核兵器によって、1機の爆撃機による攻撃でも都市または軍事施設を完全に破壊することが可能となったからには、爆撃機の大編隊はもはや不要であった。また第一世代の核兵器は大きくて重く、それを搭載する爆撃機は大型機である必要があった。そのような巨大で先進的な爆撃機は、1機あたりの単価は高価となり、生産数は非常に少なくなるはずだった。
冷戦の開始はイギリスの軍事計画の立案者に軍隊の近代化の必要を強く認識させた。さらにまた、アメリカとのイギリスの軍相互の不確かな関係は、特に冷戦初期、アメリカの孤立主義が束の間よみがえったかと思われた時期に、イギリスに自身の戦略的核戦力保有を決定させるに至った。
1946年後半にそのような先進的ジェット爆撃機のいろいろな仕様を考慮した後、1947年1月に、空軍省はまだアメリカもソ連も持っていないような先進ジェット爆撃機の要求仕様を提示した。要求は以前の仕様B.35/46のガイドラインに従っており、「世界のどの基地からでも1,500海里（2,775km）の距離にある目標に10,000ポンド（4,535kg）爆弾1発を運ぶことができる中距離陸上爆撃機」を求めていた。
イギリス空軍がその時点で保有していたジェット爆撃機は6,000ポンド（2720kg）の搭載量と、やっとソビエト連邦との国境までの航続力しかないイングリッシュ・エレクトリック社製のキャンベラだけであった。
仕様はまた全備重量が100,000ポンド（45,400kg）を超えないことも求めていたが、これは実行に当たって上方修正された。この爆撃機は500ノット（925km/h）の巡航速度と50,000フィート（15,200m）の実用上昇限度を持つとされていた。
要求はイギリスの主要な航空機メーカーのほとんどに対して行われた。アヴロとハンドレイ・ページはこの爆撃機コンテストに対して非常に斬新な計画で答えた（これは後にそれぞれヴァルカンおよびヴィクターとなった）。空軍スタッフは保険の意味も含めて両社と契約を行うことに決定したがヴィッカース・アームストロング社の案はあまりに保守的であるとして拒否された。ヴィッカースは空軍省に働きかけてその関心を煽り、ヴァリアントが競争相手よりはるかに早く実用化でき、より先進的な爆撃機が利用できるまでの「つなぎ」として有効であるということを納得させ、なんとか売り込むことに成功した。
空軍省は同時に、それらのいずれも成功しなかった場合のために、縮小した仕様に基づくショート社の提案（SA4 スペリン）も受け入れた。

### 実戦配備
初飛行はヴァリアントが1951年、ヴァルカンとヴィクターが1952年である。
ヴァリアントは1955年、ヴァルカンは1956年、ヴィクターは1957年に就役した。最初の飛行隊はヴァリアントがゲイドン基地の第138飛行隊（1955年）、ヴァルカンはワディントン基地の第83飛行隊（1957年5月）だった。ヴァリアントは最初に就役したため装備した核兵器は「プロジェクトE」によってアメリカから供与されたものだったが、ヴィクターとヴァルカンは新たにイギリスで作られた核爆弾「ブルーダニューブ」および「イエローサンMk2」で武装していた。
イギリスの核兵器の持つ技術的な問題点にもかかわらず、3Vボマーは有効な核戦力を構成しえた。1961年にイギリス空軍が政府に提出した白書は、アメリカ空軍戦略航空軍団の爆撃機が目標に到達する"前に"、イギリスの核戦力がモスクワやキエフなどのソビエトの主要都市を破壊することができると主張した（『爆撃機軍団の能力をもってすれば、合衆国内の基地から発進したアメリカ戦略航空軍団の主力よりも数時間早く、第一波として目標に到達しうる』）。冷戦の初期、NATOはヨーロッパ・ロシアの重要な都市への攻撃能力をイギリス空軍に依存していた。イギリス空軍は、アメリカの爆撃機が目標に達する前に3Vボマーの部隊が800万人のソビエト市民を殺害し、さらに800万人を負傷させられると結論づけた。3Vボマーの部隊配備は1964年6月がピークで、ヴァリアント50機、ヴァルカン70機、ヴィクター39機を数えた。
3Vボマーはいずれも少なくとも1回の実戦に（通常爆弾装備ではあるが）参加している。ヴァリアントは1956年のスエズ動乱に、ヴィクターは1962年から1966年にかけてのインドネシア・マレーシア紛争に、そしてヴァルカンは戦略核戦力としての役割を海軍に譲ってからずっと後のフォークランド紛争に参加した。ヴァリアントは唯一、イギリスの核実験の一部として核の投下を行った。

### 引退
有力な地対空ミサイルの出現は、爆撃機による核抑止力をより一層陳腐化することとなった。爆撃機搭載型核ミサイルとしてブルースチール巡航ミサイルは一時配備されたが、能力不足で運用には難点があった。ブルーストリーク中距離弾道ミサイル開発計画の失敗と、アメリカのスカイボルト空中発射弾道ミサイル及びブルースチールMk2ミサイルの開発キャンセル、さらにはナッソー協定においてポラリスSLBMの提供をアメリカが約束したことにより、核抑止の役割は空軍から海軍へ移管されることとなった。1960年代に、イギリス戦略核戦力の主力はポラリスSLBMを搭載したレゾリューション級原子力潜水艦に取って代わられた。
ヴァリアントは最初に核爆撃の任務から外された。その後は空中給油機および低空攻撃と写真偵察の任務が与えられたが、低空侵攻に伴う機体の疲労の問題から、1965年までに完全に引退した。ヴァリアントの後継にはヴィクターが充てられた。最後まで爆撃機としての任務にあったのはヴァルカンで、低空侵攻による戦術核攻撃任務に充てられた他、1982年のフォークランド紛争では、ヴィクターによるバケツリレー方式の空中給油の支援の下当時世界最長の爆撃作戦となったブラック・バック作戦に参加し、通常爆弾による爆撃や対レーダーミサイルによるレーダー施設破壊任務を行った。その後ヴァルカンは1984年に退役し、最後まで残ったヴィクターも湾岸戦争に参加した後1993年に退役したことで、3Vボマーはイギリス空軍から姿を消した。

### その他の任務
すべての3Vボマーは、設計された本来の役割の他に空中給油機としても用いられた。ヴァリアントはイギリス空軍が装備した最初の大型給油機だった。ヴァリアントの消耗に伴い、ヴィクターB.1が空中給油任務を引き継いだ。ヴィクターB.1が爆撃機任務から引退すると、多数のB.2が給油機に改造された。最終的には、ロッキード社開発のトライスター給油機の就役の遅れによって、ヴァルカンB.2も6機が給油機となり、1982年から1984年まで任務に就いた。

## 文化との関連
- デヴィッド・ビーティ（筆名ポール・スタントン）が書いた1960年の冷戦小説『ヴィレッジ・オブ・スターズ（Village of Stars）』にはイギリス空軍の架空のVボマー「ヴェンジャー（Venger）」が登場し、中東の反乱軍に核爆弾を投下すべく派遣される[7]。爆撃機が目的地に着く前に状況は改善されるが、兵器の稼働解除が不可能となっていた。乗員と地上の専門家が解決策を探る中、ジェット機はヨーロッパとアフリカを横断して飛行を続ける。アルフレッド・ヒッチコックはこの本を原作としてパラマウントで映画を製作しようとしたが、実現にはいたらなかった[8]。
- 2007年2月8日、イギリス空軍博物館は冷戦時代に関する展示を公開し、全タイプの3Vボマーを目玉とした。博物館の総支配人マイケル・フォップ博士は、「20世紀の後半に何があったのかを人々がより詳しく知ることができる」ことが目的であると述べた。
- 007映画「007 サンダーボール作戦」においてヴァルカンが、悪の秘密結社スペクターのエミリオ・ラルゴによって核兵器を奪われる爆撃機として登場する。原作小説では「ヴィンディケイター（Vindicator）」という架空のVボマーとなっている。